# Fumigació

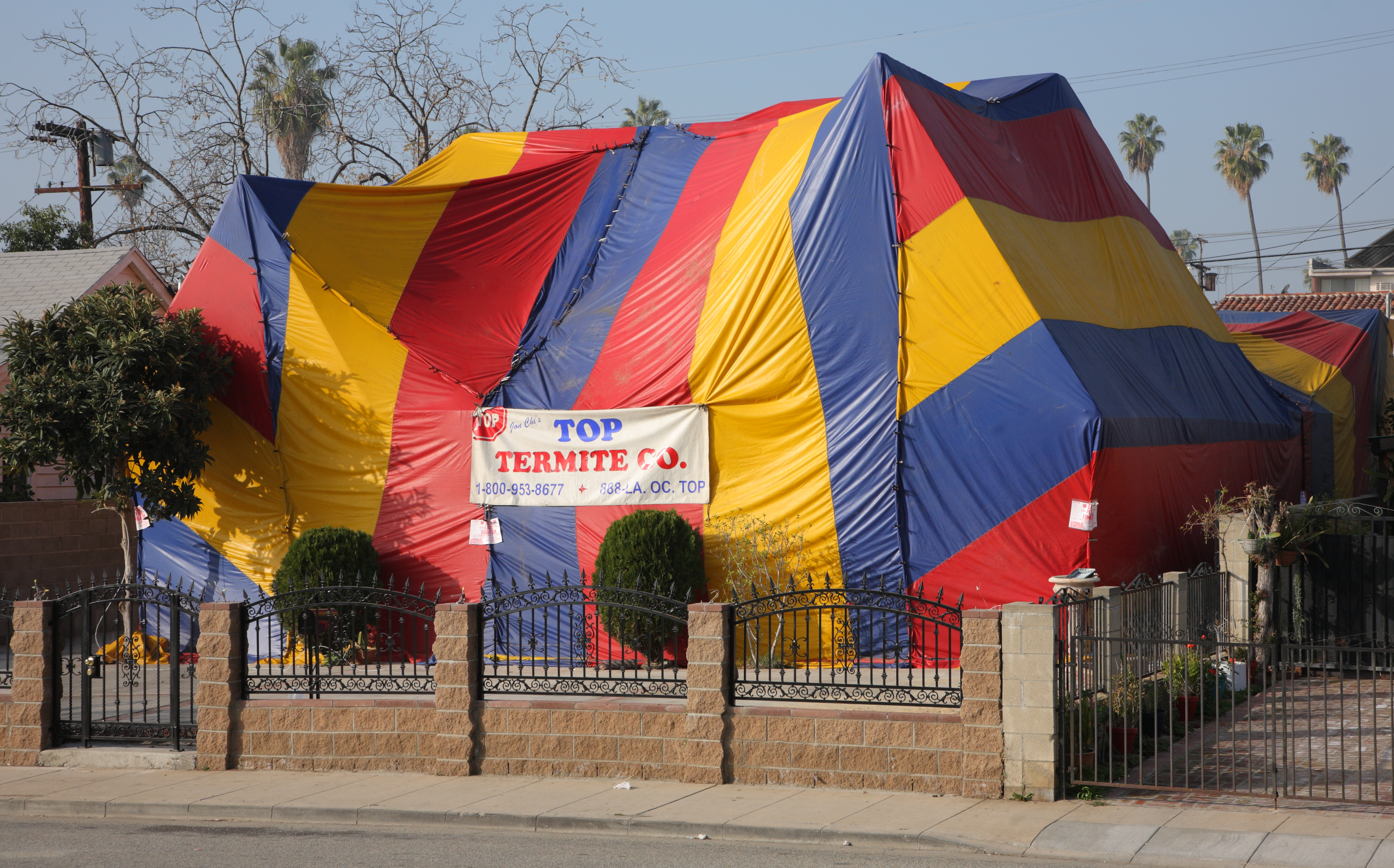
Una casa de Los Angeles fumigada.

Fumigar és un mètode de control de plagues que omple completament una superfície amb plaguicides gasosos o líquids volàtils també anomenats agents fumigants per sufocar o enverinar les plagues que hi hagi. Es fa servir per al control de plagues en edificis (fumigació estructural), sòls, llavors, i altres productes com les pells de pelleteria. També es fa servir en béns econòmics que han d'ésser exportats o importats per prevenir la transferència d'organismes exòtics. Aquests mètode també afecta la mateixa estructura on viuen els paràsits com per exemple els corcs de la fusta i els tèrmits de la fusta seca.

## Procés
La fumigació implica les següents fases: Primer la zona que serà fumigada normalment es cobreix per crear un ambient segellat; després es deixa anar el fumigant en l'espai; a continuació aquest espai es manté tancat per un període en el qual l'agent fumigant percola per l'espai i mata qualsevol infestant; després l'espai es ventila deixant escapar els gasos verinosos i permetent que siguin sans pels humans.

## Productes químics
El bromur de metil estava entre els fumigants més utilitzats fins que el Protocol de Montreal en va restringir la producció pel seu efecte sobre la destrucció de la capa d'ozó.
Entre els fumifants s'inclou:
- fosfina
- 1,3-dicloropropè
- cloropicrina
- metil isocianat
- Cianida d'hidrogen
- fluorur de sulfuril
- formaldehid
- Iodoform

## Seguretat
La fumigació és una operació perillosa. generalment cal que l'operador estigui autoritzat oficialment, ja que els productes que s'apliquen també són tòxics pels humans.
Un aspecte crític és la ventilació després de fumigar el fumigant pot quedar encara en acció dins de l'espai fumigat després de la ventilació.